# Sójki (Łódź)
Pour les articles homonymes, voir Sójki.
Sójki (prononciation [ˈsui̯ki) est un village de la gmina de Strzelce, du powiat de Kutno, dans la voïvodie de Łódź, situé dans le centre de la Pologne.
Il se situe à environ 6 kilomètres au nord de Kutno (siège du powiat) et 56 kilomètres au nord de Łódź (capitale de la voïvodie).
Sa population s'élevait approximativement à 350 habitants en 2008.

## Administration
De 1975 à 1998, le village était attaché administrativement à l'ancienne voïvodie de Płock.

Depuis 1999, il fait partie de la nouvelle voïvodie de Łódź.